# هوسباخ
هوسباخ (به آلمانی: Hösbach) یک منطقهٔ مسکونی در آلمان است که در آشافنبورگ واقع شده‌است. هوسباخ ۱۳٬۳۳۷ نفر جمعیت دارد.